# ناريمان (أسطورة)
ناريمان (بالإنجليزية: Ngariman)‏ في أساطير أستراليا رجل فأر ناقش وحارب الأخوين باغاديبيري Bagadjimbiri وذبح الاثنين. وقد عاقبته الربة الأرض ديلغا Dilga وذلك عندما أغرقته بحليبها.